# Colori panslavi

La bandiera panslava approvata dal Congresso di Praga nel 1848.

I colori panslavi (bianco, blu e rosso) sono adottati da molte delle bandiere nazionali dei popoli slavi come simbolo delle loro radici comuni.
Tali colori traggono origine dalla bandiera della Russia introdotta da Pietro il Grande nel 1697. Lo zar si era a sua volta ispirato al modello del tricolore olandese, ma l'esatta scelta cromatica deriva piuttosto dai colori dello stemma di Mosca.
Nel corso dell'Ottocento il tricolore si diffuse oltre i confini russi, e in particolare a quei popoli che nutrivano aspirazioni di indipendenza. I serbi lo adottarono nel 1835, acquistando parziale autonomia dall'Impero ottomano.
Gli slovacchi lo fecero proprio sull'onda del movimento panslavo e nel contesto dei moti che nel 1848 attraversarono l'Impero asburgico.
I bulgari adottarono i colori panslavi nel 1878, ma, in referenza dei campi del paese, il blu fu ricollocato per il verde.
Analoghi colori ebbe la bandiera della provincia ottomana di Rumelia orientale, unita alla Bulgaria nel 1885. In tempi più recenti, i colori panslavi sono stati adottati da numerose altre nazioni: la Jugoslavia e gli altri stati che la composero; la Cecoslovacchia e la più giovane Repubblica Ceca; il Montenegro, anche dopo l'indipendenza e fino al 2004, benché con una tonalità più chiara di blu.
Infine, anche le bandiere di alcune repubbliche e okrug russi, a "nazione titolare" non slava, incorporano il tricolore russo, per simboleggiare a un tempo l'appartenenza alla Russia e la presenza significativa di popolazione russa nella regione. Un esempio è il circondario autonomo della Čukotka. Per contro, alcuni stati sovrani di lingua slava hanno bandiere con colori diversi: così la Bulgaria, la Polonia e l'Ucraina.
Del tutto indipendente è l'adozione di bianco, rosso e blu da parte di altre nazioni (Francia, Regno Unito, Stati Uniti).

## Bandiere con i colori panslavi

### Bandiere nazionali

Bandiera della Repubblica Ceca
Bandiera della Croazia
Bandiera della Russia
Bandiera della Serbia
Bandiera della Slovacchia
Bandiera della Slovenia

### Bandiere non nazionali

Bandiera della Chakassia
Bandiera della Čukotka
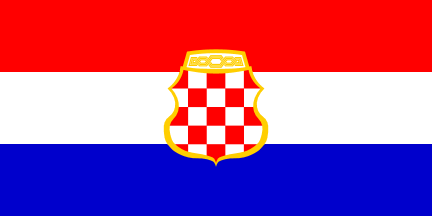
Bandiera dell'Erzegovina Occidentale
Bandiera della Permiacchia
Bandiera della Mordovia
Bandiera della Repubblica Serba di Bosnia ed Erzegovina
Bandiera dei Sorbi
Bandiera della Crimea

### Bandiere storiche

Bandiera dell'Impero russo nella prima guerra mondiale (1914-1917)
Bandiera della Jugoslavia (1945-1992)
Bandiera della Cecoslovacchia (1918-1919)
Bandiera della Cecoslovacchia (1920-1992)
Bandiera del Montenegro (1993-2004)
Bandiera polacca usata durante la Rivoluzione di Gennaio (1863-1865)
Bandiera del Protettorato di Boemia e Moravia (1939-1945)
Bandiera della Repubblica Serba di Krajina (1991-1995)
Bandiera di Serbia e Montenegro (2003-2006)
Bandiera dello Stato degli Sloveni, dei Croati e dei Serbi (1918)

## Bandiere slave con altri colori

### Bandiere nazionali

Bandiera della Bielorussia
Bandiera della Bosnia ed Erzegovina
Bandiera della Bulgaria
Bandiera del Montenegro
Bandiera della Macedonia del Nord
Bandiera della Polonia
Bandiera dell'Ucraina

### Bandiere non nazionali

Bandiera della Federazione di Bosnia ed Erzegovina in uso fino al 2007

### Bandiere storiche

Bandiera della Bosnia ed Erzegovina (1992-1998)
Bandiera della Macedonia del Nord (1992-1995)
Bandiera della Repubblica Popolare Bielorussa (1918-1919)